# Governació de Jenin
La Governació de Jenin (àrab: محافظة جنين, Muḥāfaẓat Janīn) és una de les 16 governacions de la Ribera Occidental i de la Franja de Gaza en els Territoris Palestins, que cobreix l'extrem nord de Cisjordània i la zona al voltant de la ciutat de Jenin. Segons l'Oficina Central Palestina d'Estadístiques, la Governació tenia 256,619 amb 48.169 llars a mitjan any 2007. 100,701 habitants (o 39%) tenien menys de 15 anys i 80,263 (o 31%) eren registrats com a refugiats. Segons el cens del 1997 de l'Oficina Central Palestina d'Estadístiques la governació tenia 195.074 habitants.
És l'única província de Cisjordània on la majoria del control de la terra està sota l'Autoritat Nacional Palestina. Quatre assentaments israelians van ser evacuats com a part del pla de retirada unilateral israeliana en 2005. És governada per Qadoura Mousa.

## Localitats

### Ciutats
- Jenin (inclou el camp de Jenin)
- Qabatiya

### Municipis
- Ajjah
- Arraba
- Burqin
- Dahiyat Sabah al-Kheir
- Deir Abu Da'if
- Jaba
- Kafr Dan
- Kafr Ra'i
- Meithalun
- Silat al-Harithiya
- Silat ad-Dhahr
- Ya'bad
- al-Yamun
- Zababdeh

### Viles
| - 'Anin - Anzah - Araqah - Arranah - al-Attara - Barta'a ash-Sharqiyah - Beit Qad - Bir al-Basha - Deir Ghazaleh - Fahma - Fandaqumiya - Faqqua - Jalamah - Jalbun - Jalqamus - Judeida - Kufeirit | - Mirka - Misilyah - al-Mughayyir - Nazlet Zeid - Rummanah - Sanur - ash-Shuhada - Sir - at-Tayba - Ti'inik - Tura al-Gharbiya - Umm ar-Rihan - Umm al-Tut - Zububa - Ya'bad |  |